# الرواشد (الجزائر)
الرواشد مدينة وبلدية من بلديات ولاية ميلة وقد سميت بهذا الاسم نسبة إلى أحد أبناءها العلماء وهو عبد القادر بن مبارك الراشدي وقد كان كبير قضاة قسنطينة وأحد علمائها وقد درس بجامع الكتاني، تقع الرواشد غرب الولاية تبعد عن مقرها ب: 30 كلم، تتربع على مساحة 97.7 كلم، بلغ عدد سكانها في آخر الإحصائيات 2008، 28 376 نسمة.
يحدها من الشرق: بلدية وادي النجاء، ومن الغرب، بلدية تسدان حدادة ومينار زارزة ومن الجنوب كل من بلدية تبرقنت،بني قشة وبلدية فرجيوة، من الشمال بلدية ترعي باينان، تسالة لمطاعي وعميرة أراس.تشتمل بلدية الرواشد على خمس تجمعات سكانية وهي : لوناكل، عيون طفالات، سيدي زروق، القزيوة والزنقـة.
وتعتبر بلدة الرواشد من أقدم البلديات في الجزائر، حيث أنشأت سياسياً عام 1882 أي بعد كل من واد العثمانية فرجيوة وميلة وزغاية الذين أسسوا سنة 1867 كبلديات مختلطة من قبل الإدارة الفرنسية إبان الاستعمار، كانت تحت الإدارة الإقليمية لولاية قسنطينة، بعد أول تقسيم إداري. بعد الاستقلال ضمت إلى ولاية جيجل وفي آخر تقسيم أصبحت تحت إدارة ولاية ميلة.أقام المستعمر في مدينة الرواشد عدة مساكن وبنايات وتحتوي على عدة شواهد استعمارية كالمقبرة الفرنسية بحي القرية ومركز التعذيب الذي حول إلى مدرسة ابتدائية (مدرسة البرج) فضلا عن وجود كثير من منازل المعمرين والتي لا تزال قائمة إلى اليوم.